# Oriol Canals Boix
|  | No s'ha de confondre amb l'autor de la novel·la Fills de mala mare. |

Oriol Canals (1975-2014) fou un músic i animador infantil barceloní, també conegut com a Oriol Foll en la faceta de cantautor i membre del grup de música Kumbes del Mambo, entre altres conjunts. Nebot valencià del Xesco i del Joan Boix Masramon (sa mare, Eulàlia Boix, n'era cosina), s'autodefinia com a «educador de formació, cantant i animador de professió i somiatruites inconformista de vocació».
Originari de les Corts i educat en l'escoltisme, va ser director del Casal Jove del barri i cap de l'AEiG Sant Ignasi: l'any 1999, junt amb altres caps de les agrupacions Pau Claris i Rudyard Kipling amb els quals formava part del grup d'animació Cavall de Cartró, fundà els Kumbes del Mambo, un conjunt musical «de festa major» amb els quals publicà dos discs amb versions festives de cançons de la Trinca, Llach o Els Segadors i compongué l'himne «En construcció» per a la trobada de caps de la Federació Catalana d'Escoltisme i Guiatge del 2011.
L'any 2009 va coordinar el disc col·lectiu pels vint-i-cinc anys de la mort del Xesco Boix, Encara ens en cantes, amb versions a càrrec dels membres de l'Associació de Música i Animadors Professionals d'Espectacles Infantils. També va instaurar el festival de música Biberó Rock, adreçat al públic infantil i celebrat quatre estius seguits en la casa de colònies Can Joval (Clariana de Cardener), de la qual era monitor.
L'any 2013 va publicar el seu últim llibre-disc, Tauró a la vista!, microfinançat a través de Verkami: gravat l'estiu del mateix any amb Els Pumelus com a banda d'acompanyament, el presentaren en directe el novembre en l'auditori dels Lluïsos de Gràcia. Al començament del 2014 anuncià el final dels Kumbes i en estiu enregistrà el videoclip del romanç Tauró a la vista!, publicat el mes abans de la mort. El 2009 havia homenatjat Xesco en «Els Matins de l'Espiga» junt amb la titellaire Lindes Farré amb l'espectacle M'explicava en Xesco.
Afiliat a la Intersindical-CSC, lligat al Solsonès (havia col·laborat amb el CEIP El Vinyet, Solsona FM i era membre dels Castellers de Solsona) i resident al Baix Empordà,
Va morir el 27 de desembre del 2014 en un accident de motocicleta durant el seu viatge de noces a Indonèsia, en el qual la muller quedà en estat greu. L'endemà de la mort, la Societat Coral l'Espiga, de la qual tant ell com sa mare eren membres, li dedicà una sessió matinal de titelles.

## Discografia
| • Cavall de Cartró ~ Dansim dansam' (2001) |
| ------------------------------------------ |
| (PDI)                                      |

| • Kumbes del Mambo ~ Kumbes del Mambo' (2001) |
| --------------------------------------------- |
| (autoeditat)                                  |

| • Oriol Canals ~ Les cançons de l'àvia' (2001) |
| ---------------------------------------------- |
| (autoeditat)                                   |

| • Oriol Canals ~ A cau d'orella (2004) |
| --- |
| (Salseta Discos) 1. «El viatge» (03'05") 2. «Cuca de llum» (02'33") 3. «Mosquits pessigolles» (02'47") 4. «Aaaaa» (01'19") 5. «No puc parar el meu dit» (03'37") 6. «L'amistat» (03'31") 7. «El pati de l'escola» (05'13") 8. «L'avió» (02'06") 9. «Cançó de la granota» (00'51") 10. «El revisor» (05'45") 11. «Sabates i mitjons» (04'10") 12. «Adéu adéu» (03'10") 13. «Les bruixetes» (05'18") 14. «L'estel petitó» (01'44") |

| • Kumbes del Mambo ~ Catxondeio (2007) |
| --- |
| (Rediscus!) 1. «Balla amb mi» 2. «El monstre de Banyoles» 3. «Aquest estiu» 4. «El gripau blau» 5. «No n'hi ha» 6. «Twist kumbaià» 7. «El bandoler» 8. «Festa major» 9. «Els segadors» 10. «La palmera» 11. «Esperant» 12. «Tira la bitlla» 13. «El rock de Sant Ferriol» |

| • DDAA ~ Xesco Boix. Encara ens en cantes (2009)                    |
| ------------------------------------------------------------------- |
| (Salseta Discos) 1. «Hola» (Xesco Boix) 10. «Mama caca (La Trinca)» |

| • Oriol Foll i la Banda de l'All ~ Roc' (2010) |
| --- |
| (Rediscus!) 1. «L'avió» (04'27") 2. «Dins i fora del llit» (04'11") 3. «Mai» (03'18") 4. «Esmorzar» (03'28") 5. «Sr. Alcalde» (05'07") 6. «No estic boig» (04'08") 7. «L'ocell» (03'52") 8. «Camí del pla» (03'58") 9. «Eee iooo» (04'30") 10. «Raquel» (05'40") 11. «Bridem» (03'58") 12. «La llagrimeta» (05'06") |

| • Oriol Foll ~ Foc (2010) |
| --- |
| (Rediscus!) 1. «L'avió» (03'42") 2. «Carme» (04'25") 3. «Sr alcalde» (03'45") 4. «Badant» (04'31") 5. «Pura vida» (05'32") 6. «Amor car» (03'41") 7. «Vastard!» (03'58") 8. «No n'hi ha» (03'43") 9. «Tira la bitlla» (04'09") 10. «Temps breu (cada cosa té el seu temps)» (02'41") 11. «Crisi, que vingui» (04'23") 12. «A la ballarín» (03'22") 13. «Es pescadors» (00'00") |

| • Oriol Canals ~ Buum! Buum!' (2012) |
| ------------------------------------ |
| (Salseta Discos)                     |

| • Oriol Canals i els Pumelus ~ Tauró a la vista!' (2013) |
| --- |
| (Salseta Discos) 1. «Li va dir 'Ho'» 2. «Aquest estiu» 3. «Tauró a la vista» 4. «El Pepet i la Pepeta» 5. «Macedònia» 6. «En Joan Petit» 7. «La foca ballarina» 8. «Mama caca» 9. «Ea ia oa» 10. «Swinglot» 11. «Nyam nyam» 12. «Els aventurers» 13. «La nau» |